# Tetraponera cortina
Tetraponera cortina (лат.) — вид древесных муравьёв рода Tetraponera из подсемейства Pseudomyrmecinae (Formicidae). 

## Распространение
Встречается в экваториальной Африке: Габон, ЦАР.

## Описание
Муравьи мелкого размера коричневого цвета (4—5 мм). Голова вытянутая. Ширина головы рабочих от 0,49 до 0,52 мм, длина головы от 0,69 до 0,71 мм. Лобные кили разделены не более чем на 0,15×ширины головы; скапус короткий, около половины ширины головы и одной трети длины головы; передний край клипеуса с коротким зубчатым медиальным выступом. Ноги короткие. Метанотальная пластинка отчётливая, около 4/5 длины среднеспинки, ограничена спереди и сзади поперечными вдавлениями с продольными морщинками; дорсальная грань проподеума уплощенная, латерально субмаргинатная, короче ниспадающей грани и незаметно закругляется в последнюю; петиоль короткий, высокий и округлый, с отчётливым передним стебельком и без хорошо дифференцированных передней, дорсальной и задней граней; в профиль высота петиоля примерно равна высоте проподеума и примерно половине ширины головы; при виде сверху петиоль чуть больше двух пятых ширины головы и заметно менее широкий, чем постпетиоль. Голова и мезосома преимущественно гладкие и блестящие, с рассеянными точками и слабой сетчатостью, последняя лучше развита на стороне мезосомы; петиоль, постпетиоль и брюшко большей частью гладкие и блестящие. Отстоящие волоски очень редкие, отсутствуют на дорзуме головы, мезосоме, петиоле, постпетиоле и 4-6 тергитах брюшка.

## Систематика
Вид был впервые описан в 2022 году американским мирмекологом Филипом Уардом (Philip Ward, Department of Entomology, University of California, Davis, Калифорния, США) в ходе проведённой им родовой ревизии. Включен в видовую группу Tetraponera allaborans-group. Рабочие этого мелкого вида Tetraponera cortina похожи на таковых Tetraponera continua и Tetraponera gerdae, но их можно узнать по более блестящей голове, более тесно прилегающим лобным килям и более коротким ногам.